# Eupithecia fortunata
Eupithecia fortunata är en fjärilsart som beskrevs av Persall 1909. Eupithecia fortunata ingår i släktet Eupithecia och familjen mätare. Inga underarter finns listade i Catalogue of Life.